# Crimson King (manzana)
Crimson King es el nombre de una variedad cultivar de manzano (Malus domestica). Un híbrido de manzana triploide de Parentales desconocidos. Crimson King es una fina manzana para sidra inglesa que también sirve como una excelente variedad culinaria. Se conoce su origen con John Toucher de Bewley Down, Somerset, Inglaterra, quien propagó por primera vez la variedad a fines del siglo XIX. Se conoce un grabado de 1895. Los frutos grandes a veces se utilizan para cocinar y sobre todo para la elaboración de sidra. Produce un zumo añejo, ácido, sin astringencia y una sidra ligera, afrutada y de buena calidad.

## Sinonimia
- "Bewley Down Pippin",
- "Jackson’s",
- "John Toucher’s".[6]

## Historia
'Crimson King' es una variedad de manzana, híbrido de manzana Triploide de Parentales desconocidos. Esta variedad de  manzana fue cultivada a finales del siglo XIX por John Toucher de Bewley Down, Chardstock. Primero se plantó ampliamente en el oeste de Somerset, y posteriormente, en Devon y otras zonas productoras de sidra de "West Country".
'Crimson King' está cultivada en diversos bancos de germoplasma de cultivos vivos tales como en National Fruit Collection (Colección Nacional de Fruta) de Reino Unido con el número de accesión: 1979-158 y nombre de accesión 'Crimson King'.

## Características
'Crimson King' es un árbol de un vigor moderadamente vigoroso, con un hábito extendido. Buen cultivo, produce una buena cosecha anualmente. Tiene un tiempo de floración que comienza a partir del 28 de abril con el 10% de floración, para el 1 de mayo tiene una floración completa (80%), y para el 11 de mayo tiene un 90% caída de pétalos.
'Crimson King' tiene una talla de fruto de grande a muy grande; forma globosa cónica, con una altura promedio de 67,60 mm y una anchura de 86,25 mm; con nervaduras medias y corona débil; epidermis tiende a ser dura suave con color de fondo es verde amarillento con un sobre color rojo carmesí lavado casi completamente cubierto en toda la superficie, con franjas rotas más oscuras, importancia del sobre color alto, y patrón del sobre color rayado / jaspeado, lenticelas abundantes de color canela pálido, algunas manchas de ruginoso-"russeting", especialmente alrededor de la cavidad del tallo, ruginoso-"russeting" (pardeamiento áspero superficial que presentan algunas variedades) bajo; cáliz es grande y abierto, asentado en una cuenca  profunda y amplia; pedúnculo es de longitud muy corto y de un calibre robusto, colocado en una cavidad poco profunda y estrecha, presenta en sus paredes mancha de ruginoso-"russeting"; la carne es blanca de sabor jugoso y algo picante.
Su tiempo de recogida de cosecha se inicia a mediados de noviembre. Se mantiene bien hasta dos meses en cámara frigorífica.

## Usos
Como muchas otras variedades de Devon, se clasifica como una variedad de tipo "ácida" (ºBrix: 9) en la clasificación estándar de manzanas para sidra, siendo baja en tanino (Taninos: <0.2) y alta en ácido (Acidez: >0.45).  Es una de las pocas variedades de manzana que se sabe que produce una excelente sidra monovarietal.
Una excelente manzana para comer en postre de mesa, también utilizada para cocinar, y hace excelentes jugos de manzana

## Ploidismo
Triploide, polen estéril. Grupo de polinización: C, Día 10.

## Susceptibilidades
Crimson King es una buena opción para áreas de alta precipitación, con resistencia a la sarna del manzano, cancro y mildiú.